# 스티브 셈산드베리
스티브 셈산드베리(스웨덴어: Steve Sem-Sandberg, 1958년 8월 16일 ~ )는 스웨덴의 소설가이다. 2009년 소설 《우치의 빈자들》(De fattiga i Łódź)로 아우구스트 문학상을 수상했다.